# Dodecylamin
Dodecylamin ist eine chemische Verbindung aus der Gruppe der aliphatischen Amine.

## Gewinnung und Darstellung
Dodecylamin lässt sich durch Umsetzung von 1-Chlordodecan oder 1-Bromdodecan mit Ammoniak oder durch Reduktion von Laurinsäurenitril mit Natrium/Butanol in Toluol darstellen.

## Eigenschaften
Der Schmelzpunkt von Dodecylamin liegt im Raumtemperaturbereich (25–28 °C). Die Verbindung ist oberflächenaktiv und wirkt als Interkalator.

## Verwendung
Dodecylamin wird zur Synthese von Tensiden verwendet. Es hemmt außerdem die Korrosion von Metalloberflächen.